# Organisation juridictionnelle (Azerbaïdjan)
L'organisation juridictionnelle de l'Azerbaïdjan prévoit une séparation institutionnelle du pouvoir judiciaire des pouvoirs législatifs et exécutifs.

## Pouvoir judiciaire en Azerbaïdjan
L'Azerbaïdjan dispose d'une organisation institutionnelle formée selon le principe de la séparation des trois pouvoirs,:
- Pouvoir législatif
- Pouvoir exécutif
- Pouvoir judiciaire

### Pouvoir législatif
Le pouvoir législatif est exercé par le Parlement (Milli Mejlis de la République d'Azerbaïdjan).

### Pouvoir exécutif
Le pouvoir exécutif est exercé par le président de l'Azerbaïdjan.

### Pouvoir judiciaire
Le pouvoir judiciaire est exercé exclusivement par les tribunaux. Ces deniers sont : 
- La Cour constitutionnelle ;
- La Cour suprême ;
- La Cour d'appel ;
- Les tribunaux généraux ;
- D'autres tribunaux spécialisés[3].

## La Cour Constitutionnelle
La Cour constitutionnelle est composée de 9 juges. Les juges de la Cour constitutionnelle sont nommés par le Parlement de la République d'Azerbaïdjan sur la recommandation du Président de l'Azerbaïdjan. Le président de la République d'Azerbaïdjan, le Milli Mejlis, le Cabinet des ministres de la République d'Azerbaïdjan, le Bureau du Procureur Général et tous les Mejlis de la République Autonome du Nakhitchevan peuvent adresser une requête à la Cour constitutionnelle tendant à contrôler la constitutionnalité des lois de la République d'Azerbaïdjan. La Cour constitutionnelle interprète la Constitution et les lois sur la base de leur demande. Il ne s'agit toutefois pas de l'unique prérogative de la Cour constitutionnelle.
Un citoyen azerbaïdjanais qui veut devenir juge doit être au bénéfice d'une formation juridique supérieure, d'une expérience professionnelle de cinq ans au moins dans le domaine du droit et de bénéficier du droit de vote. Les juges sont élus pour une période de quinze ans. Ils ne peuvent pas être réélus. Le mandat des juges expire lorsqu'ils atteignent l'âge de 70 ans. Les juges de la Cour constitutionnelle sont indépendants et n'agissent que conformément à la Constitution et aux lois de la République d'Azerbaïdjan. De plus, les juges de la Cour constitutionnelle bénéficient d'une immunité.
La Cour constitutionnelle fait parfois référence à la jurisprudence de la Cour de justice de l'Union européenne.

## La Cour Suprême
La Cour suprême, également nommée tribunal de troisième instance ou la Cour de cassation, est la plus haute juridiction en matière civile, pénale, administrative et d'autres affaires précédemment jugées par les tribunaux généraux et spécialisés,. La Cour suprême est située à Bakou et sa compétence s'étend à l'ensemble du territoire du pays. Le nombre de juges de la Cour Suprême est déterminé par le Conseil Juridique Judiciaire. Les juges sont élus par le parlement sur la recommandation du président de la République d'Azerbaïdjan.  Comme les juges de la Cour Constitutionnelle, ils sont également indépendants et agissent uniquement selon la Constitution et les lois de la République d'Azerbaïdjan. Les juges de la Cour suprême ont le droit d'immunité.

## Cours d'appel (Tribunaux de deuxième instance)
La Cour d'appel est un tribunal de grande instance sur les litiges civils, administratifs et économiques, les affaires pénales et les infractions administratives. La cour d'appel se compose du conseil plénier, du comité civil, du comité administratif et économique, du comité criminel et du comité militaire. Ce tribunal est composé du président du tribunal, du vice-président, des présidents des chambres et des juges des chambres. Comme les juges de la Cour Suprême, le nombre de juges de la Cour d'appel est aussi déterminé par le Conseil judiciaire et juridique. Il existe six cours d'Appel en Azerbaïdjan :   
1. Cour d'Appel de Bakou
2. Cour Suprême de la République autonome de Nakhitchevan
3. Cour d'Appel de Gandja
4. Cour d'Appel de Sumgait
5. Cour d'Appel de Shirvan
6. Cour d'Appel de Sheki

## Tribunaux de Première instance

### Tribunal Administratif et Économique
La Cour Économique de la République d'Azerbaïdjan est l'organe judiciaire suprême chargé des différends économiques. Le tribunal est composé de 11 juges. Le tribunal comprend le président, les vice-présidents et les juges du tribunal.

#### Liste des tribunaux Administratifs et Économiques[9]
1. Cour Administratif et Économique de Bakou no 1 (Unités territoriales appartenant à la juridiction : district de Binagadi, district de Qaradagh, district de Nasimi, district de Sabail, district de Yasamal)
2. Cour Administratif et Économique de Bakou no 2 (Unités territoriales appartenant à la juridiction : district de Khatai, district de Khazar, district de Narimanov, district de Nizami, district de Sabouchu, district de Surakhani)
3. Ganja Cour Administratif et Économique
4. Sumgait Cour Administratif et Économique
5. Shirvan Cour Administratif et Économique
6. Sheki Cour Administratif et Économique

### Tribunal Militaire
Le tribunal militaire, en tant que tribunal de première instance, traite des crimes contre le service militaire et des crimes commis par des militaires. La Cour Militaire est composée du Président et des juges. İl existe Tribunal militaire de Bakou, Tribunal militaire de Ganja, Tribunal militaire de Fuzuli, Tribunal militaire de Tartar, Tribunal militaire de Calilabad en Azerbaïdjan.

### Tribunaux criminels
Grave Crime Courts en tant que tribunal de première instance traite des crimes graves et particulièrement graves définis dans le Code pénal de la République d'Azerbaïdjan. La Cour des crimes graves est composée du président et des juges,.